# Pingvinek vándorlása 2.
A Pingvinek vándorlása 2. (eredeti címén L’empereur) egy 2017-es francia természetfilm, a nagy sikerű és Oscar-díjas 2005-ös Pingvinek vándorlása (March of the Penguins) folytatása. Ezt a filmet az első részhez hasonlóan Luc Jacquet rendezte. 
Magyarországon 2017. április 13-án mutatták be.
A film cselekménye szinte egy az egyben megegyezik az első rész cselekményével: a császárpingvinek élete az Antarktiszon. Ebben a részben Jacquet azonban inkább a fiókák születésére, illetve életére helyezte a hangsúlyt. A pingvinek élete továbbra sem egyszerű, hiszen számtalan veszély leselkedik rájuk, a vízben és a szárazföldön egyaránt. Luc Jacquet ezúttal olyan eszközöket használt, mint a víz alatti tengeralattjáró, illetve a drónok.
A filmet Franciaországban 2017. február 15-én mutatták be, Magyarországra 2017 áprilisában jutott el. A filmről vegyesek voltak a kritikák: sokan feleslegesnek érezték a második rész elkészítését, hiszen az első részben már mindent meg lehetett tudni a császárpingvinekről. Ennek ellenére egyes kritikusoknak tetszett a film.
Külföldön DVD-n is kiadták.